# Automobili Turismo e Sport
L'Automobili Turismo e Sport (abbreviato in A-T-S) è una casa automobilistica italiana attiva tra il 1962 e il 1965.
Inoltre, è stata un costruttore automobilistico di Formula 1 con sede a Bologna. A volte chiamata l'ATS italiana per distinguerla dalla tedesca ATS degli anni settanta-ottanta.
Fondata da Giorgio Billi con Carlo Chiti, Romolo Tavoni e Giotto Bizzarrini, costituì un tentativo di opporre una concorrente italiana alla Scuderia Ferrari, tanto che la prima vettura prodotta (denominata Tipo 100) disponeva di un motore costruito in proprio. La A-T-S trovò il sostegno finanziario da parte di Giovanni Volpi, ricco imprenditore veneziano proprietario della Scuderia Serenissima.

## Storia

### Competizioni

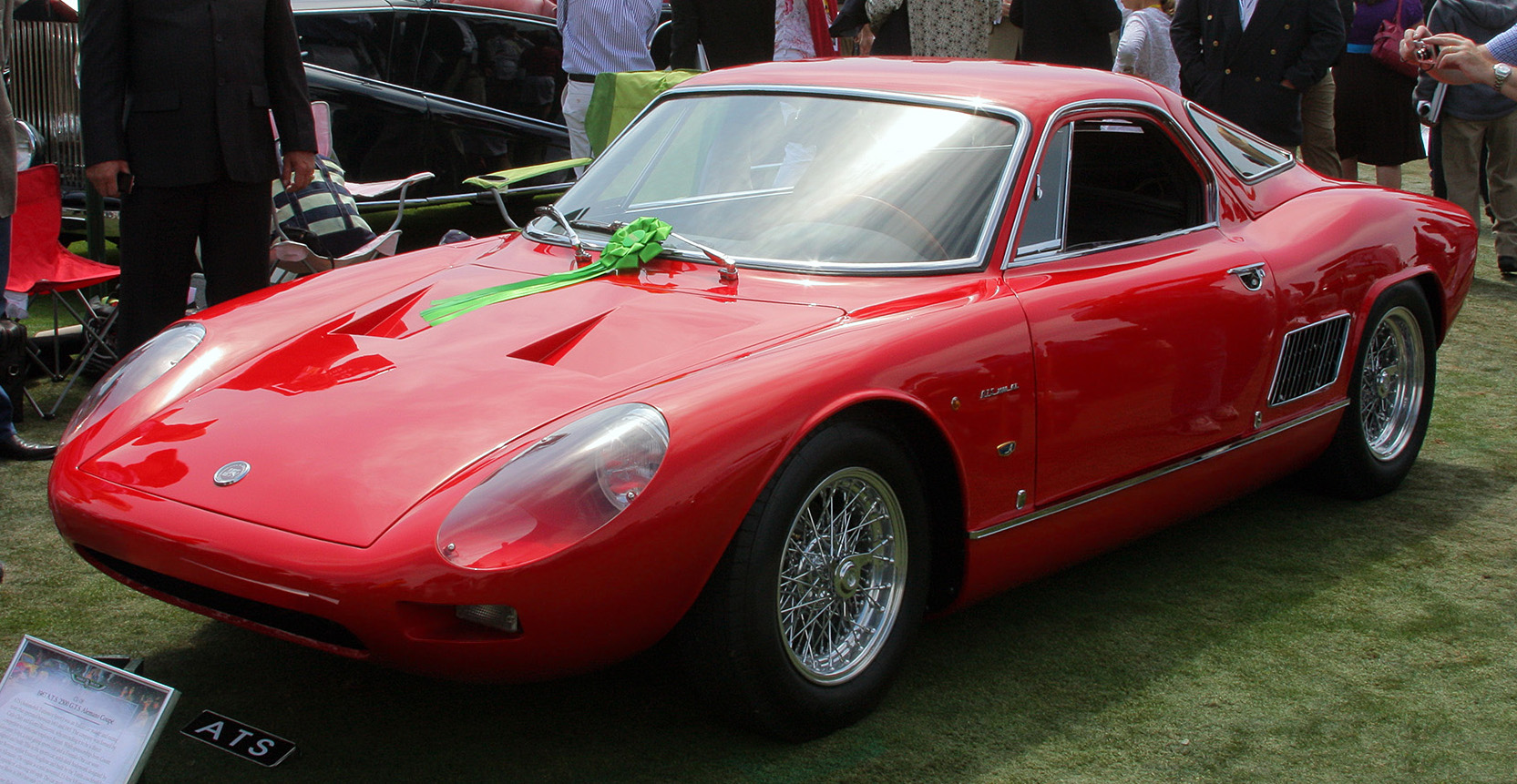
ATS 2500 GTS Allemano Coupé 3000 del 1963

La Tipo 100 era dotata di propulsore V8 da 190 CV da 1,5 litri con due alberi a camme. Questo motore veniva gestito da un cambio Colotti a sei rapporti ed aveva un telaio del tipo spaceframe. Le sospensioni erano a doppi bracci trasversali a tutto tondo con molle elicoidali.
Esordì nel 1963 al Gran Premio del Belgio con Phil Hill e Giancarlo Baghetti: entrambi si ritirarono per problemi alla trasmissione dopo essere partiti dal fondo dello schieramento. Negli altri Gran Premi le A-T-S non ottennero risultati significativi. Addirittura nel Gran Premio d'Italia Hill terminò undicesimo a 7 giri dal vincitore Jim Clark; Baghetti finì 15º e ultimo a 23 giri. Al termine della stagione il sogno di un'altra scuderia italiana competitiva svanì.
Nel 1964 Vic Derrington e Alf Francis iscrissero una vettura A-T-S al Gran Premio d'Italia con il pilota portoghese Mário de Araújo Cabral, che però non concluse la gara.

### Vetture stradali

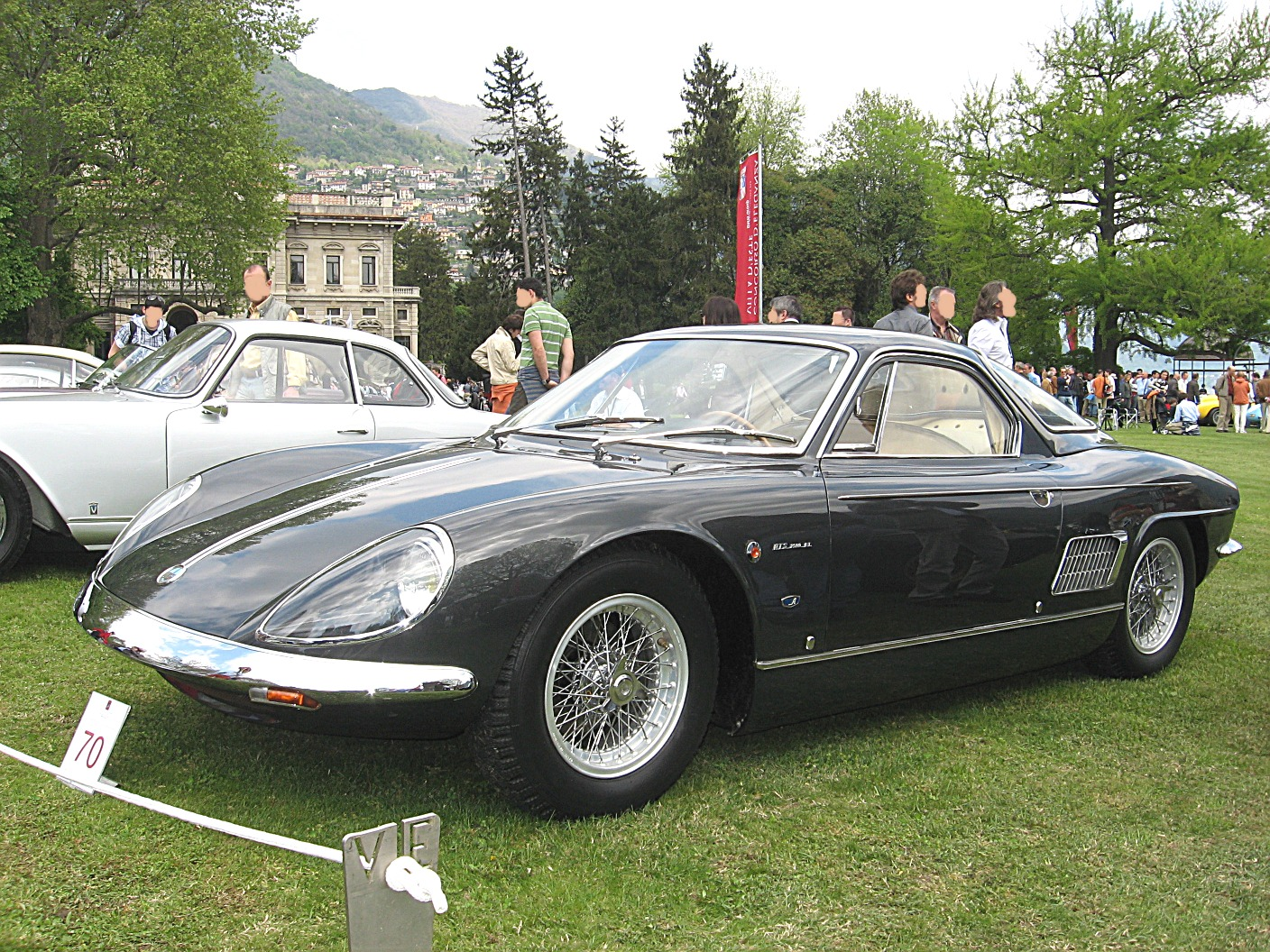
ATS 2500 GT Allemano Coupé del 1963, disegnata da Franco Scaglione e progettata da Giotto Bizzarrini e Carlo Chiti al Concorso d’Eleganza ”Villa d’Este”

Il marchio A-T-S è stato impiegato anche per una coupé stradale costruita in due versioni, progettata da Chiti e Bizzarrini e disegnata da Franco Scaglione: la "GT" con carrozzeria in acciaio e motore V8 di 2,5 litri accreditato di 210 CV e la "GTS", versione alleggerita con peso di soli 750 kg grazie alla carrozzeria in alluminio che vedeva la potenza dello stesso motore portata a 245 CV. Per entrambe le versioni, il telaio era in tubi e travi, uniti mediante saldatura. La "GT", prodotta come la "Tipo 100" per contrastare la Ferrari, non ebbe il successo sperato: nonostante la sua linea accattivante che ottenne molti consensi e le sue qualità dinamiche, a causa della sua scarsa affidabilità meccanica e del ritiro degli investimenti riposti su di essa, fu costruita in appena 12 esemplari.

### La riproposizione del marchio
Come in altri casi nel settore automobilistico, 50 anni dopo, nel 2012, si è assistito alla riproposizione del semplice marchio da parte di Gianluca Gregis, tra l'altro non senza diatribe legali su chi fosse il detentore legale dei diritti d'uso.
Nel 2012 è stata presentata la Sport 1000. Si tratta di una vettura sport prototipo pensata per i track-day ma omologata per la strada. Pesante circa 400 kg è predisposta per l'utilizzo di motori 4 cilindri in linea anche di derivazione motociclistica.
A-T-S tentò di presentare un piano di acquisizione per il marchio De Tomaso, ma senza successo. Nel 2016 è arrivata sul mercato la Sport Dieci, versione migliorata della Sport 1000.

## Statistiche

### Risultati in Formula 1
| Anno | Vettura  | Motore    | Gomme | Piloti   |  |     |     |  |  |  |    |     |     |  |  | Punti | Pos. |
| ---- | -------- | --------- | ----- | -------- |  | --- | --- |  |  |  | -- | --- | --- |  |  | ----- | ---- |
| 1963 | Tipo 100 | A-T-S 100 | D     | Hill     |  | Rit | Rit |  |  |  | 11 | Rit | Rit |  |  | 0     | NC   |
| 1963 | Tipo 100 | A-T-S 100 | D     | Baghetti |  | Rit | Rit |  |  |  | 15 | Rit | Rit |  |  | 0     | NC   |